# Dinopteridion gigas
Dinopteridion gigas är en stekelart som beskrevs av Christer Hansson 2004. Dinopteridion gigas ingår i släktet Dinopteridion och familjen finglanssteklar.
Artens utbredningsområde är Costa Rica. Inga underarter finns listade i Catalogue of Life.